# ISM-Band
Als ISM-Bänder (Industrial, Scientific and Medical Band) werden Frequenzbereiche bezeichnet, die durch Hochfrequenz-Geräte in Industrie, Wissenschaft, Medizin, in häuslichen und ähnlichen Bereichen lizenzfrei und meist genehmigungsfrei genutzt werden können. Entsprechende ISM-Geräte wie Mikrowellenherde und medizinische Geräte zur Kurzwellenbestrahlung benötigen dabei nur eine allgemeine Zuteilung der Frequenzverwaltung, beispielsweise in Deutschland.
Einige ISM-Bänder werden auch zum Beispiel für Audio- und Videoübertragungen oder Datenübertragungen wie WLAN oder Bluetooth verwendet, ohne dass es für diese Nutzung einer Einzel-Frequenzzuteilung bedarf. Diese sind allerdings keine ISM-Anwendungen und unterliegen eigenen Bestimmungen (siehe Short Range Devices). Durch die gemeinsame Nutzung kann es in den besonders häufig genutzten Bändern, wie etwa dem 433-MHz- und dem 2,4-GHz-Band, leicht zu Störungen zwischen verschiedenen Geräten kommen.
Die Nutzung dieser Frequenzbereiche sowohl für ISM-Zwecke als auch für Funkanwendungen ist in sogenannten Allgemeinzuteilungen geregelt. Diese können, neben Allgemeinzuteilungen für andere Frequenzen und Zwecke, auf der Internetseite der Bundesnetzagentur eingesehen werden.

## ISM-Bänder
Folgende Frequenzbereiche sind durch die VO Funk weltweit als ISM-Bänder ausgewiesen:

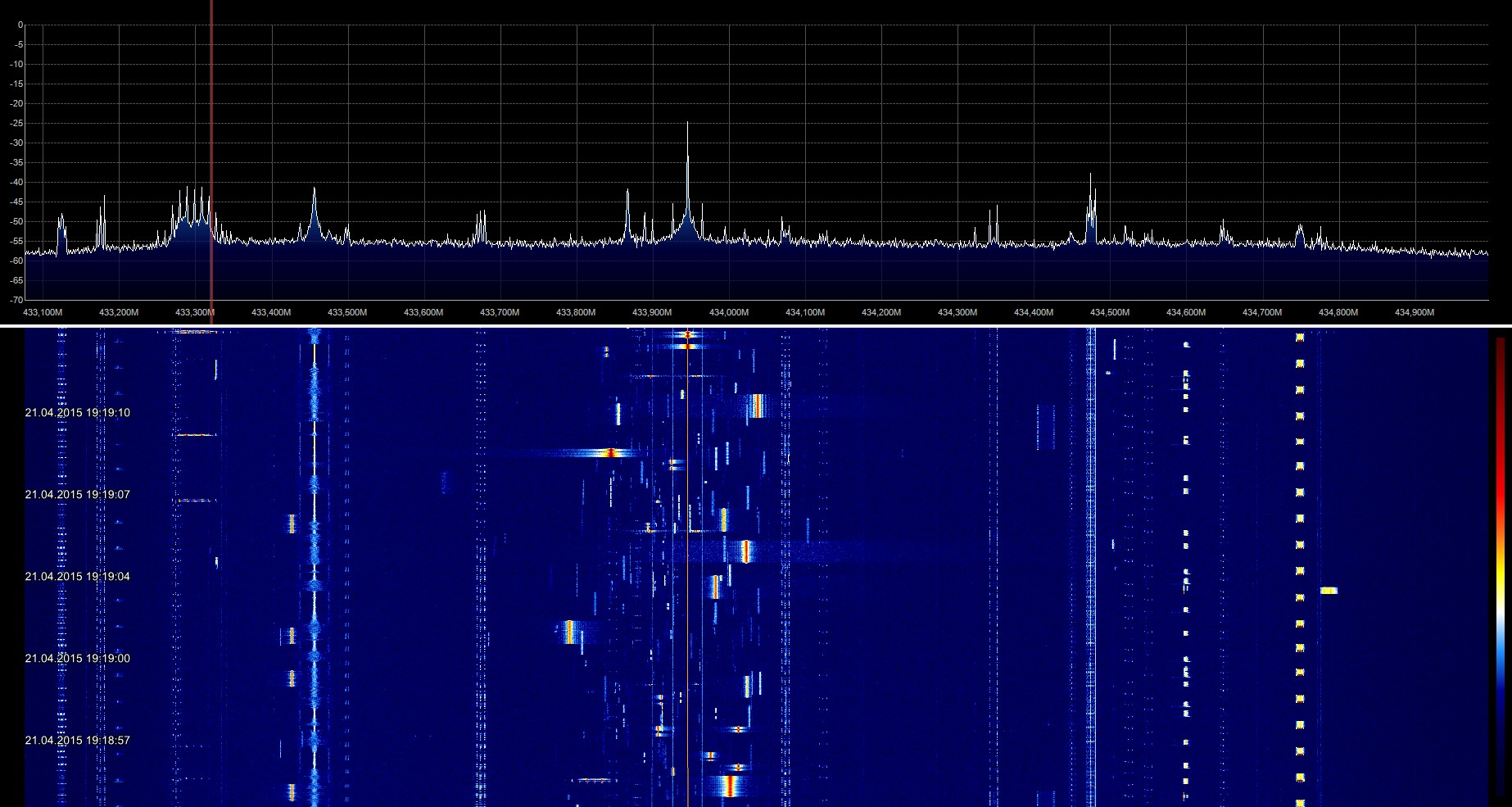
433-MHz-Spektrum in einer Großstadt

| Von        | Bis        | Typ | Anmerkungen |
| ---------- | ---------- | --- | --- |
| 6,765 MHz  | 6,795 MHz  | A   | auch für Short Range Devices (SRD)                                                                                              |
| 13,553 MHz | 13,567 MHz | B   | SRD, NFC, industrielle Anwendungen (Plasma, dielektrische Erwärmung, Gaslaseranregung)                                          |
| 26,957 MHz | 27,283 MHz | B   | SRD, CB-Funk |
| 40,66 MHz  | 40,70 MHz  | B   | SRD |
| 433,05 MHz | 434,79 MHz | A   | SRD, nur Region 1 (Europa, Afrika, Nachfolgestaaten der UdSSR und Mongolei), Amateurfunkband 430 bis 440 MHz                    |
| 902 MHz    | 928 MHz    | B   | nur Region 2 (Nord- und Südamerika)                                                                                             |
| 2,4 GHz    | 2,5 GHz    | B   | Mikrowellenherde, industrielle Anwendungen (Plasma, Trocknung), WLAN (2,4 bis 2,48 GHz), Bluetooth, drahtlose Videokameras usw. |
| 5,725 GHz  | 5,875 GHz  | B   | |
| 24 GHz     | 24,25 GHz  | B   | Amateurfunkband 24 bis 24,25 GHz                                                                                                |
| 61 GHz     | 61,5 GHz   | A   | |
| 122 GHz    | 123 GHz    | A   | |
| 244 GHz    | 246 GHz    | A   | |

Typ A
Anwendungen in diesen ISM-Bändern bedürfen einer Genehmigung der jeweils regionalen Autoritäten. Diese können Einschränkungen zum Beispiel in Bezug auf kooperative Funkprotokolle enthalten. Die Genehmigung kann auch pauschal erteilt werden.
Typ B
Einzelne Länder weisen daneben auch noch weitere Bereiche aus. So sind etwa in der Bundesrepublik Deutschland der Bereich von 9–10 kHz und die Frequenz 150 MHz (149,995–150,005 MHz) zusätzlich als ISM-Bänder freigegeben. Rechtlich anders gestellt, aber oft mit einem ISM-Band verwechselt ist das SRD-Band von 863 bis 870 MHz, das europaweit exklusiv für Funkkommunikation mit kurzer Reichweite reserviert worden ist. Für den internationalen Einsatz werden daher oft Geräte angeboten, die wahlweise auf 433 MHz (ISM-Band Region 1), 868 MHz (SRD-Band Europa) oder 915 MHz (ISM-Band Region 2) arbeiten.
Die Frequenzbereiche sind in der Regel anderen Funkdiensten auf primärer oder sekundärer Basis zugewiesen. So befindet sich beispielsweise das komplette 433-MHz-ISM-Band innerhalb des 70-cm-Amateurfunkbandes, in dem der Amateurfunkdienst Primärstatus hat. Je nach Land haben die Nutzer dieser Bänder Störungen, die durch ISM-Anwendungen verursacht werden, hinzunehmen (z. B. Österreich) oder auch nicht. Laut BNetzA dürfen Primär- und Sekundärnutzer von ISM-Anwendungen nicht gestört werden.

## Beispiele für Nutzungen
Die ISM-Bänder werden von einer Vielzahl von ISM- und anderen Anwendungen genutzt:
- Anregung von CO2-Gasentladungen für Kohlendioxidlaser (13,56 MHz, 2,4 GHz)
- ANT (2,4 GHz)
- Babyphone (27 und 433 MHz)
- Radar-Bewegungsmelder (2,4, 5,8 und 24 GHz)
- Bluetooth (2,4 GHz)
- dielektrische Erwärmung und Kunststoffschweißen (13,56 MHz)
- Electronic Shelf Label, ein elektronischer Etikettenersatz an Regalen im Einzelhandel (433 MHz)
- Funk-Alarmanlagen (433 und 868 MHz)
- Funk-Kopfhörer oder Funk-Lautsprecher (auslaufend bei 433 MHz)
- Funkschalter, wie zum Beispiel Autoschlüssel, Funksteckdosen oder Funkklingel (433 MHz)
- Funk-Thermometer (433 und 868 MHz)
- funkvernetzte Rauchwarnmelder (433 MHz)
- Handfunkgeräte mit kleinster Leistung, siehe Short Range Devices (hauptsächlich 433 MHz)
- IEEE 802.15.4 (zum Beispiel mit ANT, Bluetooth, ZigBee) (2,4 GHz)
- Mikrowellenherde (weltweit: 2,455 GHz; industrielle in manchen Gebieten, etwa in den USA auch um 915 MHz)
- Nahbereichsradar für PKW (24 und 60 GHz) (nicht zu verwechseln mit 24 GHz UWB-Radar)
- Modellbau-Fernsteuerungen (27, 35, für Flugmodelle 40,6 MHz, und 2,4 GHz, teilweise außerhalb der ISM-Bänder nach deutscher Allgemeinzuteilung)
- RFID-Anwendungen (Funketiketten) – sicherheitsrelevante Anwendungen und Smart Tags häufig bei 13,56 MHz, Türöffner oft bei 433 MHz oder 2,4 GHz; allgemein werden auch folgende Frequenzen verwendet:
  - Langwelle (LF, 30–500 kHz), insbesondere  125, 134, 250, 375, 500, 625, 750 und 875 kHz.
  - Kurzwelle (HF, 3–30 MHz), speziell 13,56 MHz.
  - UHF bei 433 MHz (USA, DoD) und 865–869 MHz (EPC und andere), speziell auch 868 MHz (Europa) bzw. 915 MHz (USA) und 950 MHz (Japan).
  - SHF bei 2,4–2,5 GHz, speziell 2,45 GHz, sowie 5,8 GHz
- UWB Automotive Short Range Radar (24 und 60 GHz)
- WLAN (nach IEEE 802.11b / IEEE 802.11g, IEEE 802.11a oder IEEE 802.11ad) (2,4, 5,8 und 60 GHz)
- ZigBee (2,4 GHz)